# Gatcombe
Gatcombe – wieś w Anglii, na wyspie Wight. Leży 5 km na południe od miasta Newport i 125 km na południowy zachód od Londynu.